# La otra piel
La otra piel es una película filmada en colores, coproducción de  Argentina y Brasil dirigida por Inés de Oliveira Cézar sobre su propio guion protagonizada por María Figueras y Rafael Spregelburd que se estrenó el 16 de agosto de 2018 y participó de la Competencia Argentina del Bafici 2018.

## Sinopsis
Abril es una joven cuya pareja es un director de teatro, dramaturgo y actor que vive para su profesión; un día, sin anuncio previo, Abril se marcha a Brasil, donde toma otro nombre y conoce diversos personajes.

## Reparto
Los principales intérpretes del filme son:
- María Figueras
- Rafael Spregelburd
- Pablo Seijo
- Mónica Galán
- Roxana Berco

## Comentarios
El sitio web visiondelcine opinó:

”Nueva inmersión en el universo femenino por parte de Oliveira Cézar, con un protagónico destacable de Figueras, para narrar el devenir de una mujer en crisis de una manera algo errática y forzada.”

La crítica del sitio web otroscines dijo:

” María Figueras, una actriz que conocemos sobre todo del teatro, con gloriosas interpretaciones de obras de Chejov (a quien ella menciona en el film)- se echa al hombro un protagónico difícil, con su presencia predominante, en que los silencios, los gestos, en primeros planos, y los desnudos superan en importancia a las palabras…la pareja… es un director de teatro que ensaya una puesta con su elenco…La terquedad, pieza que presentó en el teatro Cervantes en 2017 y acaba de culminar. … En este complejo cruce entre la trayectoria de Abril/María y la obra de teatro, la voz en off de Spregelburd recita textos de la obra, que de alguna manera quieren oficiar de voz interior de la protagonista. Este cruce, algo críptico, no siempre funciona, ni se justifica. En todo caso, carece de la fluidez de la trama principal. La apuesta visual (la cámara es de Federico Bracken) es la otra gran protagonista de este film: la permanente presencia de las ventanas, del mundo mostrado y a veces deformado- a través del vidrio y atravesado por el agua son una clave insoslayable en esta película climática y abierta.”

Victoria Leven en el sitio web cineramaplus escribió:

"La propuesta estética y narrativa más contundente de este filme es que los textos, como los recitados por el mismo Spregelbud, atraviesan distintos momentos, diversas escenas e imágenes resignificando, o al menos eso intenta, con las reflexiones que las palabras traen a la pantalla, queriendo llevar el relato a un terreno de introspección y poética….Lo que se haya intentado transmitir del mundo interior de esta joven mujer, llega de a retazos y con poca fuerza expresiva, donde navegamos entre una voluntad de ir hacia una narración profunda y una liviandad bonita en la pantalla.